# 韋謝利波季爾 (諾維布格區)
47°47′24″N 32°16′16″E / 47.79000°N 32.27111°E
韋謝利波季爾（烏克蘭語：Веселий Поділ），是烏克蘭南部的村莊，隸屬尼古拉耶夫州的巴什坦卡區。該村面積0.49平方公里，海拔高度97米，2001年人口13，人口密度每平方公里26.5人。